# 見つけた!八戸のチカラ
『見つけた!八戸のチカラ』（みつけた!はちのへのチカラ）は、青森朝日放送で放送されていた情報番組である。2012年9月1日放送開始、2013年3月30日の通常回（24回）終了。3月31日に「総集編」の放送をして終了。

## 内容・概要
八戸市の緊急雇用創出事業の中の「地元企業魅力発信事業」として、番組制作の技術を習得した上で番組制作した番組で、八戸市で活躍している企業の活動や紹介を行う情報番組であった。

## 放送時間
- 土曜 17:10 - 17:25（ただし、放送時間が移動することがあった） - 総集編は日曜 15:30 - 16:25に放送。